# Ao Vivo em Salvador (álbum de Aviões do Forró)
Ao Vivo em Salvador é um álbum ao vivo da banda brasileira Aviões do Forró, lançado em abril de 2011 pela gravadora brasileira Som Livre.

## Antecedentes
Após assinar com a gravadora Som Livre, o Aviões do Forró lançou Volume 7 em 2010. O projeto trouxe músicas como "Pegadinha do Inglês", "Dá Beijinho que Passa" e "Se Livra Dela". Em seguida, a banda começou a se organizar para a gravação de um DVD que reunisse músicas do álbum com faixas de Volume 6, que ainda não tinha recebido registro em vídeo.

## Gravação
O álbum Ao Vivo em Salvador foi gravado em 16 de outubro de 2010 no Parque de Exposições Agropecuárias de Salvador. A banda justificou a escolha da cidade como um símbolo da popularidade do Aviões do Forró, já que a Bahia foi um dos últimos estados da região nordeste que o grupo conseguiu penetrar. Na época, Solange Almeida disse: "Foi muito difícil escolher onde gravar. Cada estado nos recebe com o seu carinho, mas a Bahia é especial. Nós demoramos para conseguir fazer sucesso aqui mas, quando entramos... entramos com tudo". Em entrevista ao podcast Podpah ocorrida em janeiro de 2022, Xand Avião afirmou que o Aviões do Forró ganhou notoriedade definitiva no estado com "Chupa que É de Uva", do álbum Volume 6.
O público presente na gravação teve número variável: algumas fontes afirmam que foram 50 mil pessoas reunidas, enquanto outras afirmam 70 mil. Além de regravações, o projeto também incluiu a inédita "Deita na BR", que foi uma das músicas de trabalho da obra. Antes da gravação, a banda anunciou que o show teria as participações da cantora Ivete Sangalo e da dupla sertaneja Jorge & Mateus. Ivete cantou "Sintonia e Desejo" e "Chover Canivete", mas Jorge & Mateus não conseguiram participar da gravação por ficarem presos no trânsito. Dorgival Dantas, compositor de várias canções da banda, também fez uma participação ao lado do grupo e tocou outras canções nos intervalos.

## Lançamento
Ao Vivo em Salvador foi lançado em abril de 2011 pela gravadora brasileira Som Livre em CD, DVD e em formato digital. Uma edição internacional foi lançada em 12 de janeiro de 2012 em países europeus e africanos como Portugal, Itália, Holanda, Suíça, Bélgica, Espanha, Alemanha e Moçambique.
Em 2016, o músico Emanuel Dias, que foi produtor musical da maioria dos álbuns de estúdio do Aviões do Forró, afirmou que Ao Vivo no Salvador foi um álbum fundamental para a expansão do forró eletrônico no Brasil fora do circuito nordestino. Em entrevista ao Correio Braziliense, ele disse: "Antes, o forró não se profissionalizava e por isso não chegava em lugares como Brasília e em São Paulo. As coisas mudaram com o Aviões do Forró e com o Wesley Safadão. O grupo Aviões gravou um DVD em Salvador há alguns anos e quebrou muitas barreiras. O grupo foi ainda mais aceito depois disso. Acho que o forró não pode ter medo de arriscar".
Em 2022, o álbum em versão DVD recebeu certificação de disco de platina pela Pro-Música Brasil, enquanto a versão em áudio foi certificada com disco de ouro.

## Vendas e certificações
| País   | Associação de gravadoras | Certificação | Vendas   |
| ------ | ------------------------ | ------------ | -------- |
| Brasil | Pro-Música Brasil        | - Platina    | - 80.000 |

## Faixas
A seguir lista-se as faixas, compositores e durações de cada canção de Ao Vivo em Salvador:
| CD             |                                           |                            |         |  |
| N.º            | Título                                    | Vocais                     | Duração |  |
| 1.             | "Dá Beijinho que Passa"                   | Xand Avião Solange Almeida | 3:50    |  |
| 2.             | "Pegadinha do Inglês"                     | Solange Almeida Xand Avião | 2:21    |  |
| 3.             | "Mulher não Trai, Mulher Se Vinga"        | Solange Almeida            | 2:46    |  |
| 4.             | "Novo Namorado"                           | Solange Almeida            | 2:50    |  |
| 5.             | "Se Não Valorizar"                        | Solange Almeida            | 3:54    |  |
| 6.             | "Da Água pro Vinho"                       | Xand Avião Solange Almeida | 3:39    |  |
| 7.             | "Boate do Avião"                          | Xand Avião Solange Almeida | 3:58    |  |
| 8.             | "História de Amor"                        | Xand Avião Solange Almeida | 3:12    |  |
| 9.             | "Chover Canivete" (part. Ivete Sangalo)   | Xand Avião Solange Almeida | 2:37    |  |
| 10.            | "Sintonia e Desejo" (part. Ivete Sangalo) | Xand Avião Solange Almeida | 4:05    |  |
| 11.            | "Deita na BR"                             | Solange Almeida            | 2:47    |  |
| 12.            | ""D" da Distância"                        | Solange Almeida            | 3:42    |  |
| 13.            | "Sem Fronteiras"                          | Solange Almeida            | 3:37    |  |
| 14.            | "Nossa História"                          | Xand Avião                 | 3:22    |  |
| 15.            | "Se Livra Dela"                           | Solange Almeida            | 3:10    |  |
| 16.            | "Chupa que É de Uva"                      | Xand Avião Solange Almeida | 3:03    |  |
| Duração total: | Duração total:                            | Duração total:             | 56:16   |  |